# 馬蘭部落
22°45′44″N 121°08′19″E / 22.762106°N 121.138633°E
馬蘭部落（或作），又稱馬蘭社，是原住民族委員會核定的一個阿美族部落，位於臺灣臺東縣臺東市中心，於1887年－1892年間由頭目谷拉斯·馬亨亨建社。馬蘭部落中的男子每三年為一階層（kapot），各階層均有一獨特名稱，分別負責部落中的不同事務。部落建立時一度設有七個集會所，後均被裁撤而關閉，近年來族人已重建集會所，並計劃興建另一大型集會所以舉辦傳統祭典。

## 歷史

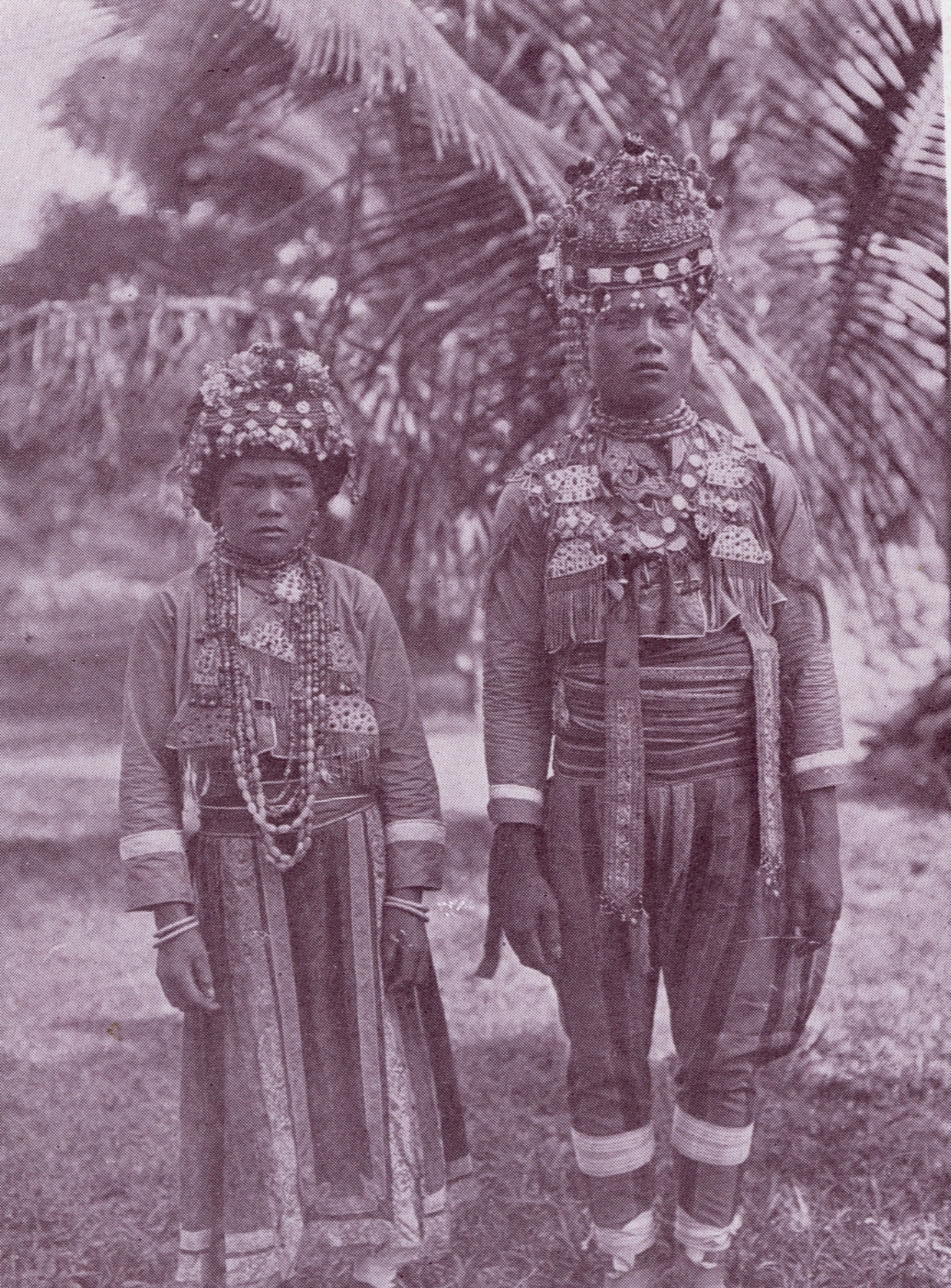
穿著正裝的馬蘭社族人（攝於1930年）

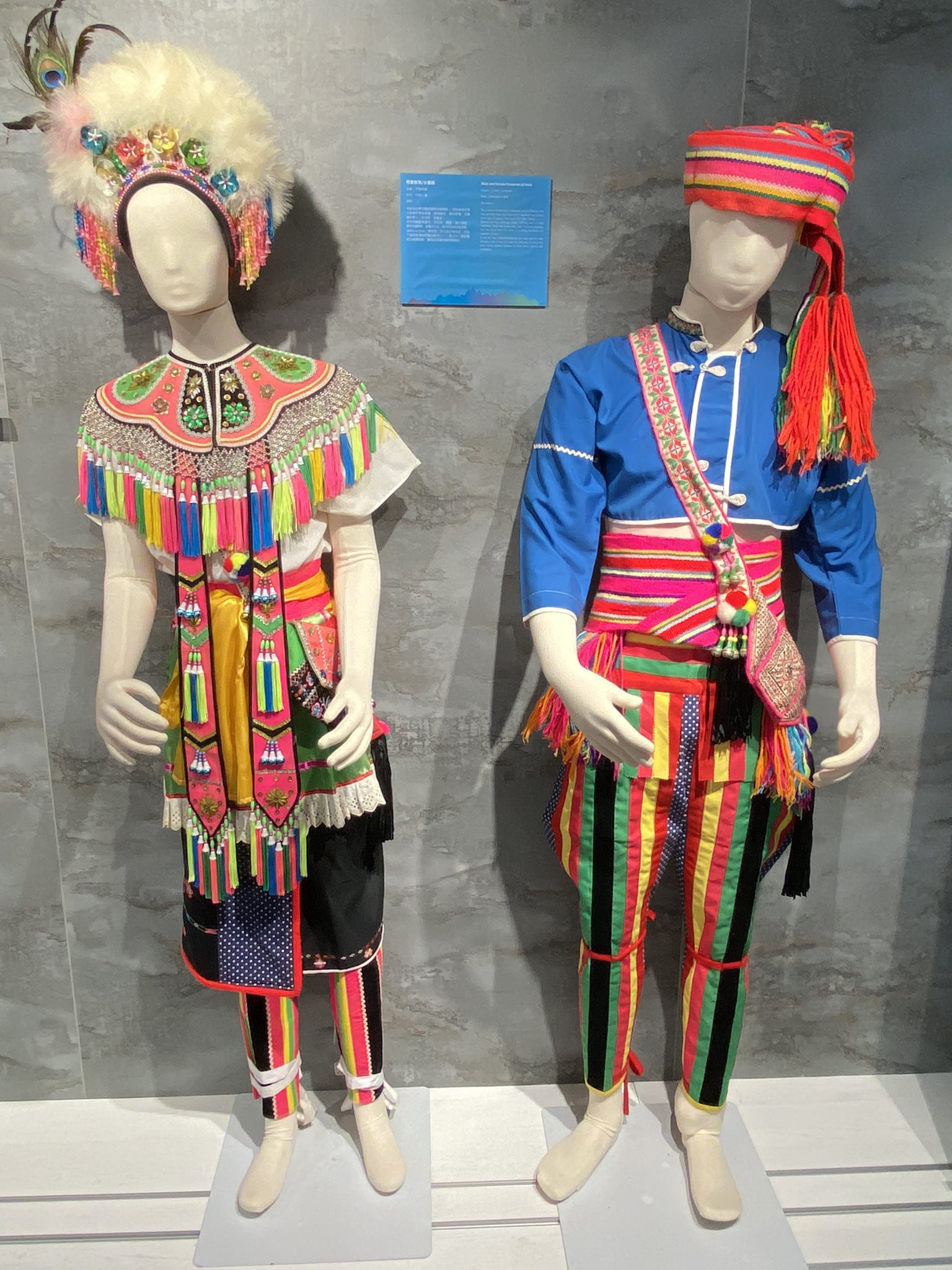
馬蘭阿美族服飾

1850年左右，馬蘭阿美族人從卑南頂岩灣（Liyafu）遷入臺東市一帶的平原，隨後又因水患與外敵侵犯等原因而三度遷徙，1887年－1892年間，谷拉斯·馬亨亨擔任「卡基達安」（意指頭目），率族人由鯉魚山東南山麓遷至現址，建立馬蘭社（今稱馬蘭部落），其阿美語Falangaw為當地山麓的名稱。馬亨亨與族人開闢水圳、灌溉農田，並積極與其他部族建立友好關係，確立了該社的發展基礎與勢力範圍，設有阿米賽（Amisay）、依哇里艾（Iwaliay）、依笛姆賴（Itimulay）、達法古按（Tafakuan）、拉辣（Lala）、比那依利（Pinaili）、當瓜旦（Tankuatan）等七個集會所，其中阿米賽位於部落中心，中有不熄的火堆，四周有上下兩層的竹床供青年夜宿，為部落長老召開會議的會場，亦為豐年祭時舉辦祭典的場所，另外六個會所則位於部落的出入口，有青年（pakalongay）與未婚男子夜宿以防衛，另外部落也在貓山與利嘉溪岸間建有瞭望台與壕溝，以防備呂家社卑南族的入侵。後馬亨亨率族人於利嘉溪北岸的吉羅安擊敗呂家社，並與周邊卑南族各部召開會議議和。
1896年6月，馬蘭社197名男子在馬亨亨率領下，與卑南族的卑南社與阿美族的雷公火社在雷公火之役中，協助日本軍於雷公火（位於今關山鎮）擊敗清軍將領劉德杓的殘部。明治30年（1987年），馬蘭分教場（今新生國小）成立，有約50名學生。日本政府設置蕃社役場，以警察監督部落事務，並給予馬蘭社的原住民土地所有權，禁止卑南族人前來徵收納貢，使防禦需求大為減少。大正8年（1919年）馬蘭部落因霍亂而人口大減，集會所由七所簡併為四所，達法古按、比那依利與依哇里艾被裁撤。昭和10年（1935年），馬蘭部落另於馬蘭派出所旁建立青年團集會所，為部落召開會議之用，亦為日警傳達政令之處。第二次世界大戰時青年因外出征戰而減少，且防禦需求降低，馬蘭部落再次將會所簡併為一所，只留下部落中心的阿米賽集會所。昭和17年（1942年），馬蘭部落總計有2915人，其中男性1474人，女性1441人，因人口增加，部分族人向外移居，形成新的聚落，包括豐谷（Matang）、豐里（Alapanay）、康樂（'Ining）、新馬蘭（Fukid）、大橋（Pungudan）、寶桑（Pusung）與豐年（Asiluay）等。
第二次世界大戰結束後，漢人大量遷入，馬蘭部落的房屋與土地也漸由漢人購得，民國48年（1959年）時漢人人數已多於阿美族人。民國50年（1961年），僅存的阿米賽集會所被變賣而關閉，使青少年夜宿會所的傳統中斷，臺東鎮公所補助成立「馬蘭山胞活動中心」（後改稱馬蘭原住民活動中心），但空間相對有限，難以舉辦傳統祭典，而需另行借用場地，派出所旁的青年團集會所則出借予國防部而改建為軍方營舍。隨著集會所的關閉與都市發展，年齡階層的制度也漸簡化。
民國93年（2004年），馬蘭部落將馬蘭原住民活動中心改建為三層樓的集會所，其中一樓為活動中心，二樓為研習用的教室，三樓則為文物展覽館，雖一度考慮在他處建立一空間充足的集會所，但均因地價太貴或選址附近漢人的反對而難以實行，只得於原本狹窄的活動中心原地重建。民國107年（2018年），馬蘭部落向軍方與農田水利會買回青年團集會所的土地，計劃於其上重建另一集會所，同年7月舉辦傳統的開工祭祖、驅邪與定樁儀式。

## 社會
馬蘭部落早在頂岩灣時期即形成社會組織與制度，部落中有 Pawtawan、Odos、Pacidal、Ciwidian、Fafokod、Raranges、Pa'anifong、Tarisakan、Talakop 與 Fafoyol 等十大氏族。部落中男子依年齡分為不同階層（kapot），自1819年起，每三年為一階層，各階層均有一獨特名稱，以當年部落或全國發生的重大事件命名，如1896年的階層名稱「啦日本」（La Lipong）為紀念日治時期的開始，1962年的階層名稱「啦傳廣」（La Tingko）為紀念部落男子楊傳廣獲得1960羅馬奧運十項全能項目的銀牌。各年齡階層在部落中負責不同職務，可分為青少年階段（pakalongay）、服役階段（kapah）、管理階段（mihiningay、milumlumay、palawilay、ipadalay、itukalay）與長老階段（isefi'ay），其中服役階段包含九個年齡階層，管理階段包含五個年齡階層。男子約12歲時舉行第一次成年禮（pakalongay）並開始參與部落事務，宿於部落集會所中，並接受訓練，侍奉部落中的中老年人，三年後進行第二次成年禮，即正式成年，進入服役階段，並可開始成家。
馬蘭阿美族人的傳統祭儀深受漢人的民間信仰影響，清咸豐年間，漢人於馬蘭部落附近建立寶桑庄的聚落，與馬蘭部落族人常有往來，日治時期當地人家中即已有與漢人相仿的祖先牌位，且元宵節為族人僅次於豐年祭的年節祭典，過去以歌舞隊演唱慶祝，近年則轉為宮廟式的遶境活動，並融入了部分阿美族傳統祭儀的元素。1960年代起，部落中建有慈惠堂等許多漢式的宮廟，並在信仰中融入阿美族傳統的元素，例如將某些漢人信仰的神明視為阿美族信仰中的特定神靈。近年來漢人民間信仰在馬蘭部落快速成長，使傳統祭儀漸趨沒落。另外，不同於其他阿美族部落，馬蘭阿美族人受基督宗教的影響較小，信教者也較少，1963年部落中才有馬蘭教會成立。

## 音樂

### 單音歌曲

#### 豐年祭歌謠
每一首歌都是由領唱與群眾以應答式唱法（responsorium）進行，通常有舞蹈配合；領唱者一到三、四位，其餘為應答者。祭典曲目平時禁止演唱。

#### 日常歌謠
在工作與生活時，大多以齊唱方式進行（偶爾應答唱法）。

#### 宴會歌曲
在宴會時與舞蹈一同進行；族人往往在親友到訪或喜宴喝酒興高采烈之際，牽手圍成圓圈齊唱共舞。

### 複音歌謠
黑澤隆朝、許常惠等音樂研究者稱其特色為「自由對位」，因每個聲部的旋律不完全固定，由演唱者在一定框架下自行即興變化，變化過程講求和諧與互相搭配。知名曲目有《老人飲酒歌》，知名演出者有Difang Tuwana（郭英男）及其妻子。

## 知名人物

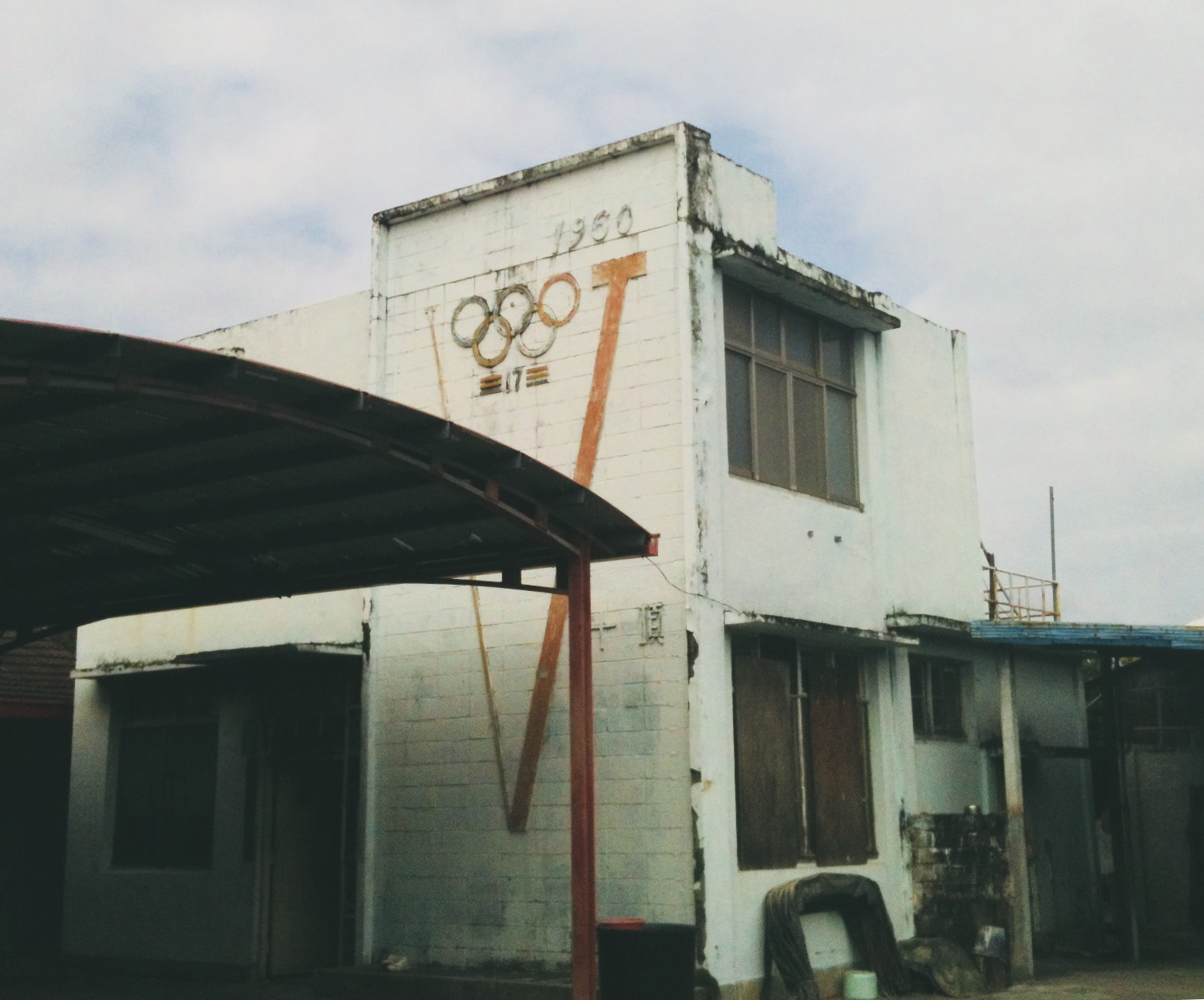
楊傳廣故居（鐵人之家）

- 谷拉斯·馬亨亨（Kolas Mahengheng）：1890 年代至 1910 年代的馬蘭部落領導人物，今日多傳為馬蘭部落創社者。
- 郭英男（Difang Tuwana）：《老人飲酒歌》的知名版本演唱者[19]。
- 楊傳廣：1960羅馬奧運十項全能銀牌得主[20]。馬蘭部落1962年的年齡階級 La Tingko 即以其為名[3]。
- 高巍和：中華民國國軍第一位原住民將軍，1991年晉升為空軍少將[21]，後曾擔任立法委員。
- 李泰祥：致力於將古典音樂民謠通俗化及現代化的音樂家[22]。
- 詹朝立：筆名詹澈，農民權益運動者、詩人及作家，出生於彰化，約4歲時移居臺東馬蘭[23]。
- 盧靜子（Ceko）：1960 至 1970年代著名的原住民女性歌手[24]。
- 陽岱鋼：知名棒球選手
- 盧學叡：2007年超級星光大道出道歌手[25]。
- 郭婞淳（Tana'）：2016年里約奧運舉重項目銅牌得主[26][27]、2020年東京奧運舉重項目金牌得主，同時刷新奧運紀錄[28][29]。

## 圖集

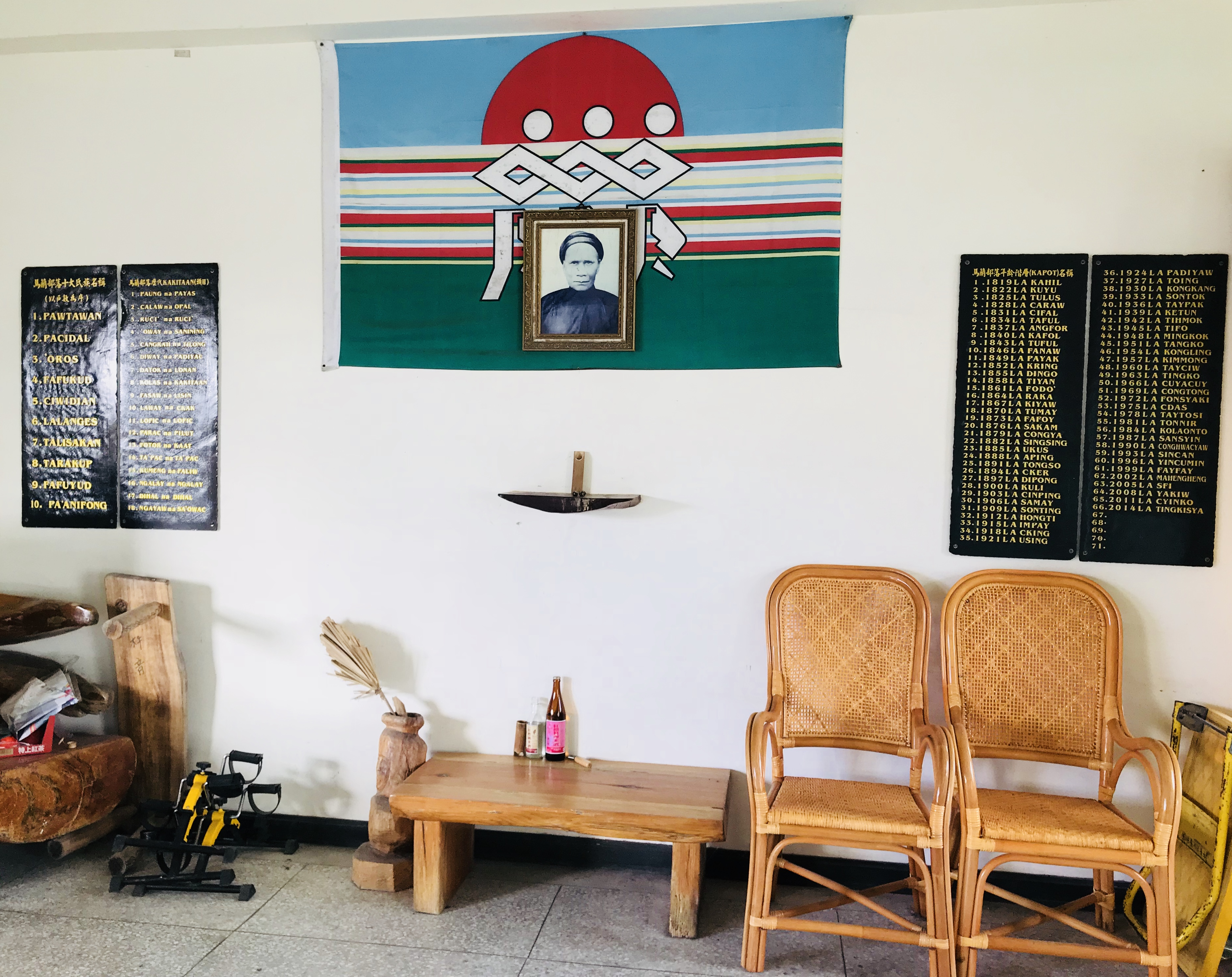
馬蘭部落聚會所內部
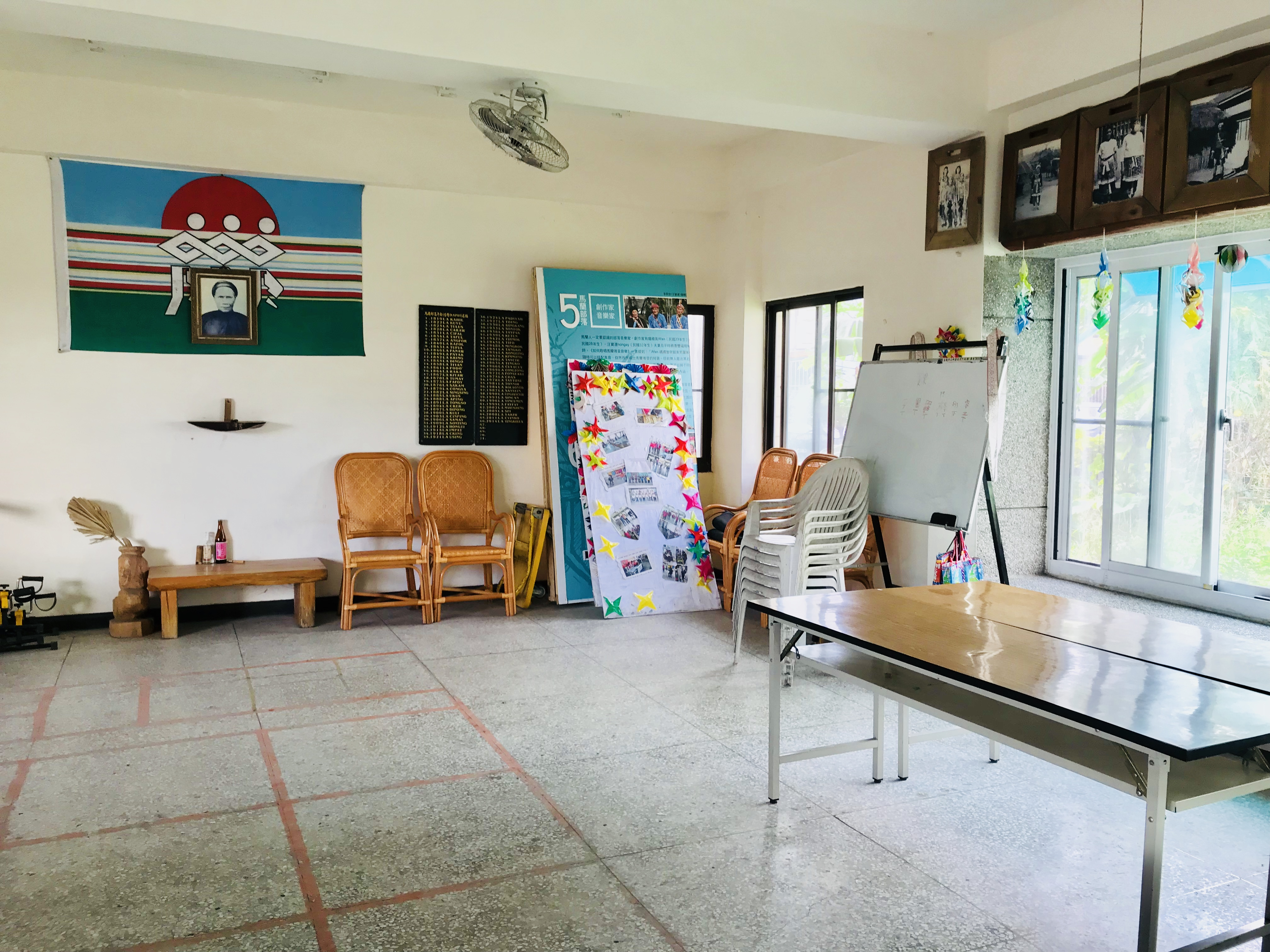
馬蘭部落聚會所內部
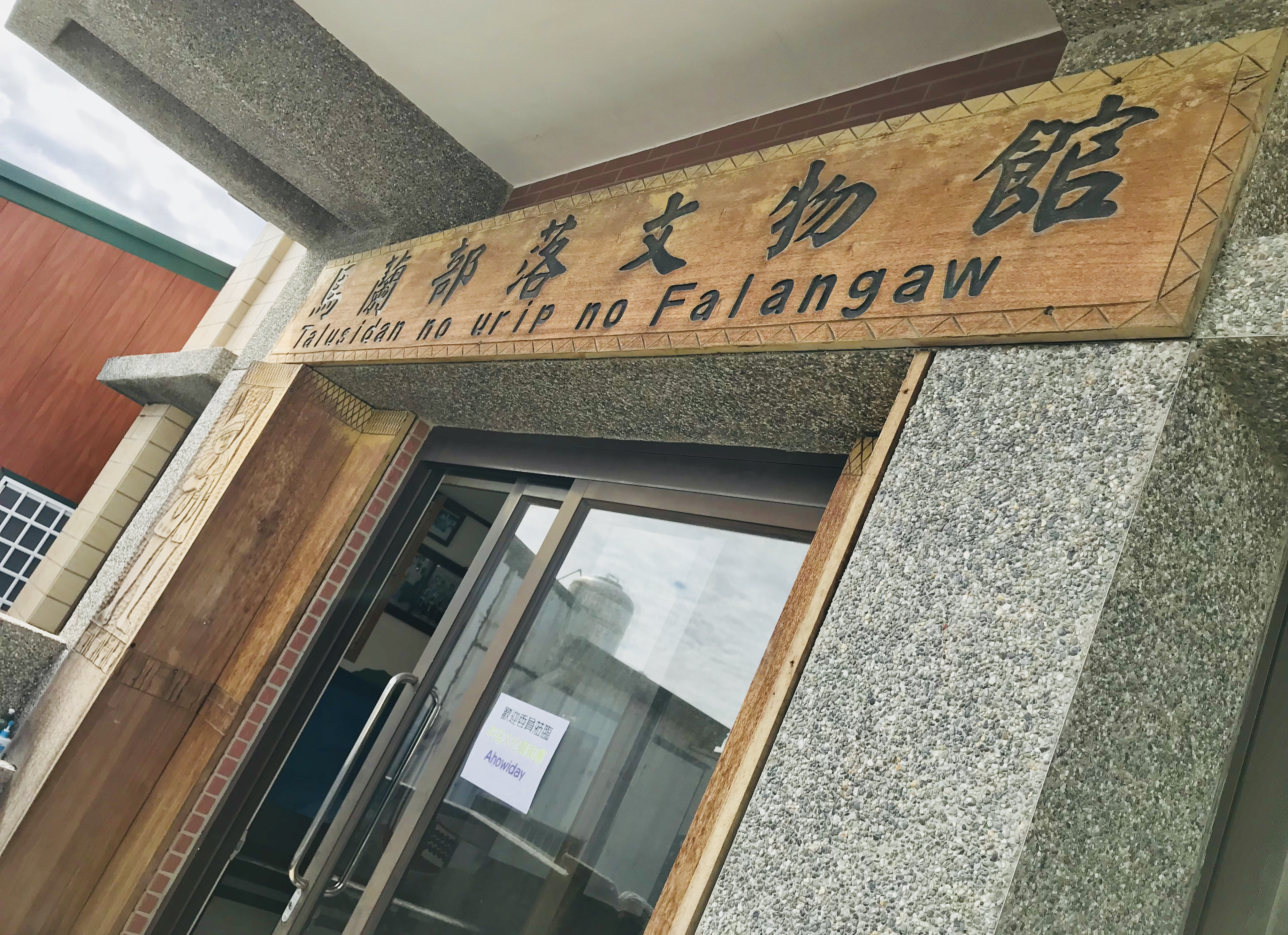
馬蘭部落文物館，位於馬蘭部落聚會所三樓
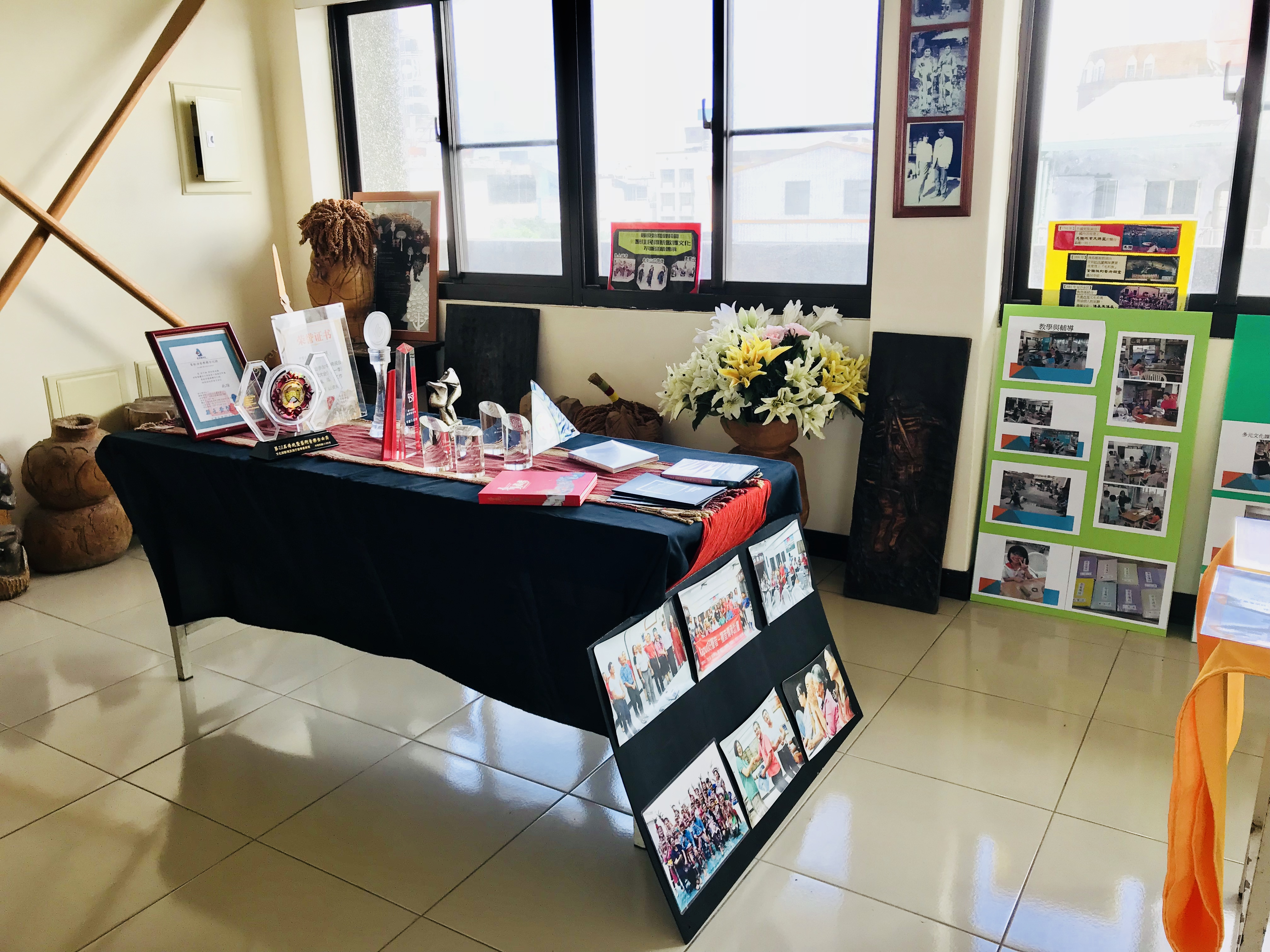
馬蘭部落文物館內部